# College Animals 4
College Animals 4 (Frat Party) ist eine US-amerikanische Filmkomödie aus dem Jahr 2009 von Robert Bennett und die Fortsetzung von College Animals 3.

## Handlung
Duffy möchte kurz vor seiner Hochzeit mit Adriana noch einmal die College-Abschlussparty besuchen. Bei der Hausparty geht es wild zur Sache, und Duffys Freunde organisieren ihm sogar den Pornostar Jesse Jane für eine wilde Nacht, was Duffy jedoch ablehnt. Duffys Nebenbuhler Stefano schafft es, ihn in einem Sado-Maso-Raum fesseln zu lassen. Erst tief in der Nacht wird Duffy von seinen Freunden entdeckt und mit dem Auto machen sie sich auf den Weg zur Hochzeit. An der Kirche angekommen können sie jedoch nur das Brautpaar Adriana und Stefano begrüßen, was ganz den Wünschen von Adrianas Vater entspricht. Bei einer Aussprache teilt Adriana Duffy mit, keine Liebe mehr zu ihm zu verspüren. Als sie ihren Mann Stefano jedoch mit ihrer Schwester im Bett erwischt, rennt sie ihrem Geliebten Duffy wieder in die Arme.

## Produktion
Die Filmproduktion wurde mit einem geschätzten Budget von 1 Mio. US-Dollar von der Filmproduktionsgesellschaft SuperMassive Films produziert. Den deutschen Vertrieb übernahm wie bei den Teilen zuvor Sunfilm Entertainment. Die Dreharbeiten fanden im US-Bundesstaat Kalifornien statt, dabei dienten die Städte Los Angeles, Malibu und Temecula, sowie die Texas Christian University in Fort Worth, Texas als Drehorte.

## Veröffentlichung
In den Vereinigten Staaten wurde die Direct-to-DVD-Produktion am 1. Dezember 2009 veröffentlicht. Der deutsche Verkaufsstart war der 4. Juli 2013.

## Synchronisation
Die deutsche Synchronisation wurde durch TV+Synchron GmbH aus Berlin, unter der Dialogregie von Renée Eigendorff, durchgeführt.
| Darsteller            | Synchronstimme            | Rolle                |
| --------------------- | ------------------------- | -------------------- |
| Randy Wayne           | Dirk Stollberg            | Duffy                |
| Caroline D'Amore      | Anita Hopt                | Adriana              |
| Michelle Sim          | Antje von der Ahe         | Asiatische Masseurin |
| Carl Bressler         | Michael Pan               | Bergamotti           |
| Jesse Jane            | Ghadah Al-Akel            | Jesse Jane           |
| Sarah Karges          | Ghadah Al-Akel            | Kristen              |
| Jareb Dauplaise       | Tim Sander                | Mac                  |
| Erica Day             | Silvia Mißbach            | Professor Beaubier   |
| Robert Parks-Valletta | Sebastian Christoph Jacob | Stefano              |

## Kritik
Laut dem Publikumswert bei Rotten Tomatoes von 14 % fand der Film wenig Anklang.